# Almindelig pære
Almindelig pære eller bare pære (Pyrus communis) er et op til 15 meter højt træ, der er almindeligt dyrket. Det findes desuden forvildet i krat og skovbryn. Pære har været forædlet og dyrket i mindst 3.000 år. Den oprindelige pære, kaldet vildpære eller skovpære, findes stadig vildt i fx Mellemeuropa.

## Beskrivelse
Pære er et løvfældende træ med en slank krone. Stammen er ret og gennemløbende lige til toppen. Hovedgrenene er først opstigende, men senere mere vandrette. Barken er først mørkebrun og glat med nogle få korkporer. Senere bliver den grå med smalle revner, og til sidst er den opsprækkende i små firkanter. Unge, ikke frugtbærende planter og vildskud har ofte lange grentorne. Knopperne sidder spredt, og de er kugleformede, brune og næsten hårløse. Blomsterknopperne sidder på forvredne kortskud, og de er mere afrundede.
Bladene er langstilkede (i forhold til æble) og runde til elliptiske med fint savtakket rand og en ganske kort spids. Oversiden er skinnende mørkegrøn, mens undersiden er lyst grågrøn. Blomsterne sidder samlet i bundter. De er hvide med en svag duft. Frugterne er kuglerunde til pæreformede. Frøene modner godt og spirer.
Hvis spisepære er podet på "dværgstamme" (dvs. kvæde), er rodnettet øverligt og kun lidt forgrenet. Hvis træet er sat på "vildstamme" (dvs. vildpære), består rodnettet af en dybtgående pælerod med svære siderødder og højtliggende finrødder. I begge tilfælde kan der komme vildskud. Både vildpære og kvæde skaber jordtræthed.
Højde x bredde og årlig tilvækst: 20 x 10 m (40 x 20 cm/år).

## Voksested
De arter, der har været brugt i århundreders krydsningsarbejde for at frembringe større frugter, gror alle i Sydøsteuropa, Lilleasien og Kaukasus, hvor de findes i åbne ege-avnbøgeskove langs trægrænsen ind mod græsstepperne.

## Sorter
Der er en hel del pæresorter, men mange af dem er tiltrukket i Frankrig eller England, hvor der er et mildere klima (og især et varmere efterår). Derfor er det ikke alle, der uden videre er egnede. Her nævnes nogle, som har bevist deres brugbarhed under almindelige haveforhold. Brugstid angivet efter sorterne ved romertal.
- 'Clara Frijs' IX, fin kvalitet; men kort holdbarhed.
- 'Conference' X-XI
- 'Grev Moltke' X
- 'Pierre Corneille' IX
- 'Graapære' IX, bærer ofte først efter otte til ti år, meget stort træ.
- 'Herrepære' X
- 'Doyenné du Comice' X-XII, bærer ofte sparsomt, meget fin kvalitet.

## Sildige sorter
Sildige vinterpærer, der fordrer varme for at udvikle en god kvalitet. Disse kan imidlertid strække sæsonen for hjemmeavlet frugt indtil marts.
- 'Angouleme' XI-XII, meget stor frugt.
- 'Esperens Bergamotte' XII-II, fin spisekvalitet. Tåler let frost.
- 'Josephine de Malines' XII-II

## Liebhaversorter
- 'Rød pære fra Samsø' VII, blodrød frugt og kød.
- 'Påskepære' I-IV, udvikles ofte utilstrækkeligt.
- 'Saint Germain' I-IV, udvikles ofte utilstrækkeligt.